# Кейт Баррі
Кейт Баррі (англ. Kate Barry; 8 квітня 1967, Лондон — 11 грудня 2013, Париж) — британсько-французька фотохудожниця.

## Життєпис
Народилася 8 квітня 1967 року у Лондоні в родині композитора Джона Баррі (1933—2011) і акорки та співачки Джейн Біркін (1946—2023). Після розлучення батьків з матір'ю переїхала до Франції. Її молодші сестри від подальших стосунків матері — акторка Шарлотта Генсбур (нар. 1971) та акорка Лу Дуайон (нар. 1982). Також мала двох старших сестер від попередніх шлюбів і стосунків батька — Сюзанну Баррі і Шанну Баррі, та молодшого брата від подальшого шлюбу батька — Джона Патріка Баррі. Її бабуся з материного боку — акторка Джуді Кемпбелл (1916—2004). Її дядько — режисер та сценарист Ендрю Біркін (нар. 1945).
1969 року дебютувала в кіно, з'явившись у ролі доньки героя Сержа Генсбура в фільмі «Слоган» П'єра Грімбла. Наступного року знялася у фільмі Анрі Шап'є «Сила сексу» в ролі дочки героїні своєї матері Джейн Біркін. Пізніше працювала фотографкою на зйомках кількох фільмів, найвідоміший з яких — комедія «Джекі в царстві жінок» (2014).
У 1983—1984 роках навчалася в Школі паризької палати союзу моди (фр. École de la chambre syndicale de la couture parisienne).
У 1990-х роках розпочала кар'єру фотографки. Співпрацювала з «Elle», «Elle Japan», «Paris Match», «Madame Figaro», «L’Express Styles», «Sunday Times Magazine», «Дейлі телеграф», «Cosmopolitan», «Crash», «D magazine», «Amica», британським «Vogue» (а також німецьким і французьким). Виставки її робіт проходили у Франції, Італії, Японії. Їй позували Катрін Денев, Франсуаза Арді, Ізабель Юппер, Соня Рікель, Ізабель Аджані, Софі Марсо, Еммануель Беар, Ванесса Параді, Моніка Белуччі, Тільда Свінтон, Гелена Бонем Картер, Софія Коппола, Летиція Каста та інші.
1994 року заснувала центр реабілітації для наркозалежних A.P.T.E. у місті Бюсі-ле-Лон (у підлітковому віці сама лікувалася від наркозалежності).
2003 року створила фото для обкладинки дебютного музичного альбому Карли Бруні «Quelqu’un m’a dit». Також її фотороботи прикрашали музичні альбоми Франс Галль, Рафаеля, Лари Фабіан, Джейн Біркін та інших.
2012 року видала книгу «Dinard. Essai d'autobiographie immobilière», написану у співавторстві з Жаном Роленом.
2013 року представила виставку робіт «Actrices» на першому міжнародному фестивалі фотографії Kyotographie в Кіото, а пізніше в Парижі виставку «Point of View: portraits/natures-mortes» на відкритті художньої галереї «Cinéma» Анн-Домінік Туссен.
Кейт Баррі загинула за нез'ясованих обставин 11 грудня 2013 року у 46-річному віці, випавши з балкона своєї квартири на четвертому поверсі багатоповерхового будинку в 16-му окрузі Парижа, куди нещодавно переїхала. Церемонія прощання пройшла у церкві Сен-Рок. Похована на цвинтарі Монпарнас.

## Особисте життя
У 1980-х роках Баррі перебувала у фактичному шлюбі з Паскалем де Кермадеком. 31 березня 1987 року народила сина Романа де Кермадека. Пізніше мала стосунки з актором і продюсером Урі Мілштейном. Також її близьким другом був письменник Жан Ролен.

## Фільмографія
Акторка
- 1969 — Слоган (фр. L'amour et l'amour) — донька Сержа
- 1970 — Сила сексу (англ. Sex-Power) — донька Джейн
- 2017 — Біркін, Гарді, Сансон, життя, яке треба любити (документальний) (фр. Birkin, Hardy, Sanson, une vie à aimer) — у ролі самої себе (в архівному матеріалі)

Режисер
- 2012 — Відбитки (документальний серіал) (фр. Empreintes), 1 епізод, також автор сценарію.

Асистент режисера
- 1992 — Закохана (фр. Amoureuse), реж. Жак Дуайон.

Фотограф
- 1997 — У мене з'явилася жінка (короткометражний) (англ. I Got a Woman), реж. Іван Атталь.
- 2014 — Джекі в царстві жінок (фр. Jacky au royaume des filles)

Продюсер
- 2009 — Карт-бланш (документальний серіал) (фр. Carte Blanche), 2 епізоди.

## Цитати
«З дитинства я багато фотографувалася, мабуть, це на мене вплинуло. Дозволити комусь тебе сфотографувати передбачає певний ступінь відкритості та довіри, чого в мене немає. Довгий час камера була для мене засобом від смутку, який я відчувала».
«З яким би ландшафтом я себе порівняла? Маленький славний чагарник, що тремтить на вітрі десь у шотландських чи валлійських торфовищах».